# 冯兰瑞
冯兰瑞（1920年9月16日—2019年2月28日），贵州贵阳人，中国经济学家。早年曾任上海《青年报》总编、《中国青年报》编委，其后任教于中国社会科学院马克思列宁主义与毛泽东思想研究院。改革开放初期，冯兰瑞曾参与到按劳分配等理论的争论，主张按劳分配不是资本主义。她也提出过社会主义阶段论等重大观点，推动改革开放，被中国经济学界认为是作出过重大理论贡献的经济学家。在六四事件，冯兰瑞的丈夫李昌与另外3位中国共产党中央顾问委员会委员（李锐、杜润生、于光远）反对开枪。
曾多次入选《马奎斯世界名人录》，被媒体成为“成功的中国女士”。

## 早年与教育
1920年，冯兰瑞在贵阳的一个小康之家出生。早年反对传统教育模式，积极参加挽留校长的学潮、反抗“洋教士”等各种学生活动，先后被开除或停止学籍三次。1938年加入中国共产党，1940年随中共中央前往延安，被中央组织部分配到中共中央青委编写青年运动史，期间学习英语。同年与魏东明结婚，1944年经组织批准离婚。1946年秋，冯兰瑞嫁第二任丈夫李昌，随他的工作安排辗转延安、上海、阿尔滨。1954年，冯兰瑞进入中共中央党校师资部学习政治经济学。

## 履历
- 1946年：新华社播音部编辑
- 1949年：上海《青年报》社长兼总编
- 1951年：《中国青年报》编委
- 1953年：《哈尔滨日报》总编、哈尔滨工业大学校长兼党委书记
- 1956年：黑龙江统计局副局长兼黑龙江省经济研究所副所长
- 1975年：国务院政治研究室[7]研究员
- 1980年：中国社会科学院马列主义毛泽东思想研究所副所长兼党委书记
- 1983年：中国社会科学院马列主义毛泽东思想研究所副所长兼党委书记[8]

## 代表著作
- 《劳动报酬和劳动就业》
- 《按劳分配、工资、就业》
- 《论中国劳动力市场》
- 《社会主义初级阶段劳动就业问题研究》（与姜维朴合著）
- 《中国社会保障制度重构》（与齐翔延、孙炳耀合著）[4]